# Димитър Полемарх
Димитър Полемарх (на средногръцки: Δημήτριος ó Πολεμάρχιος) е български аристократ, болярин от края на Х – началото на ХІ век, един от приближените войводи на цар Самуил.
Прякорът му Полемарх (Πολεμάρχιος) на гръцки означава „военачалник“. Действително Димитър Полемарх се прославя като много умел пълководец. Известно е как успява да превземе крепостта Сервия. Неговият внук Кекавмен години по-късно в своя сборник „Стратегикон“ описва хитроумния начин, по който дядо му влиза в непристъпната крепост при това без да пролее кръв. Ето какво пише Кекавмен:
| „ | Той цяла година се мъчил, сън не го хващало да крои как да овладее този град, така недостъпен... Целият му труд бил напразен, защото твърдината била защитена от пропасти и страхотни урви. Но в подножието на крепостта, при един скат имало баня, където слизали стратегът и таксиарсите му да се къпят, когато поискат. И дядо ми намислил следната хитрост. Промъкнал се нощем и разположил хората си срещу крепостта – мястото било зашумено, покрито с храсти. И той заповядал на своите хора да донесат големи храсти, да ги държат пред себе си и с тях да засенчват и прикриват и конете, и конниците, така че да изглежда, че там няма хора, а си е познатата на това място гора. | “ |

Така Димитър Полемарх успява да изненада къпещите се ромеи и неговите войници овладяват крепостта.
След смъртта на цар Йоан Владислав през 1018 г. Димитър Полемарх заедно с други видни боляри се предава на император Василий II и е издигнат в сан патриций като в добавка му е дадена почетната длъжност „мистик“ (частен императорски секретар).